# Лангони, Лука
Лука Даниэль Лангони (исп. Luca Daniel Langoni; родился 9 февраля 2003) — аргентинский футболист, нападающий клуба «Нью-Инглэнд Революшн».

## Клубная карьера
Уроженец Грегорио-де-Лаферрере (провинция Буэнос-Айрес), Лангони является воспитанником футбольной академии клуба «Бока Хуниорс». 20 июня 2022 года дебютировал в основном составе «генуэзцев» в матче аргентинской Примеры против «Барракас Сентраль». 28 августа 2022 года забил свои первые голы за «Боку», сделав «дубль» в матче против «Атлетико Тукуман», которые принесли его команде победу со счётом 2:1.
2 августа 2024 года Лангони перешёл в клуб MLS «Нью-Инглэнд Революшн», подписав контракт до конца сезона 2027 с опцией продления на сезон 2028. По некоторым данным стоимость трансфера, ставшего самым дорогим в истории американского клуба, составила 7—7,3 млн долларов в зависимости от бонусов. За «Ревс» он дебютировал 24 августа 2024 года в матче против «Клёб де Фут Монреаль», выйдя на замену во втором тайме и отметившись голом и результативной передачей.

## Достижения
Бока Хуниорс
- Чемпион Аргентины: 2022
- Обладатель Суперкубка Аргентины: 2023